# 리처드 로티
리처드 매케이 로티(Richard McKay Rorty: 1931년 10월 4일 – 2007년 6월 8일)는 미국의 철학자이다. 그는 길고 다양한 학자로서의 경력을 지녔다. 프린스턴 대학교에서 철학을 가르쳤고, 버지니아 대학교에서 인문학을 가르쳤으며, 스탠포드 대학교의 비교 문학 교수였다. 그는 이러한 복잡한 지적 배경을 지닌 덕분에 그가 나중에 자신에게 그 이름으로 딱지 붙이는 것을 거부했던 그 실용주의 철학에서 분석 철학의 전통을 좀 더 포괄적으로 이해할 수 있었다.
시카고 대학교와 예일 대학교에서 수학하였으며, 철학사와 현대 분석 철학에 관심을 갖고 공부하였다. 후자는 1960년대 프린스턴 대학교에서 그의 연구의 주된 관심을 차지하였다. 로티는 지식이 표상으로부터 완전히 독립되어 있는 세계의 올바른 표상 즉, 자연의 거울을 포함한다는 철학적 전통을 거부하였다. 로티는 지식을 자연의 거울로 보는 생각이 서양 철학 전반에 만연해 있다고 보았다. 이러한 접근에 반하여 로티는 때로는 신실용주의 또는 네오프래그머티즘이라고 불리는 실용주의의 새로운 형태를 지지하였다. 이러한 과학적, 철학적 방법은 사회적 유용성에 의하여 사람들이 폐기하거나 적용하는 우연의 어휘들을 형성한다. 로티는 표상주의자의 설명을 거부하는 것이 그가 아이러니즘이라고 부르는 마음의 상태로 이끈다고 믿었다. 아이러니즘으로 사람들은 역사 속에서의 위치 또는 철학적 어휘의 우연성에 대해서 인식하게 된다.

## 영향
로티는 가장 폭넓게 논의되는 현대 철학자이자, 가장 논쟁적인 철학자 중의 한 명으로, 그의 저작은 존경받는 철학자 다수의 사상적 대응을 촉발시켰다. 예를 들어, 로버트 브랜덤의 선집, 《로티 앤드 히스 크리틱스》(Rorty and His Critics)에서 로티의 철학은 도널드 데이빗슨, 위르겐 하버마스, 힐러리 퍼트넘, 존 맥도웰, 데니얼 데닛에 의해 논의된다.
존 맥도웰은 로티, 특히 로티의 《철학 그리고 자연의 거울》로부터 강한 영향을 받았다. 대륙 철학에서는 위르겐 하버마스, 자크 데리다 등이 또 다른 방식으로 로티의 영향을 받았다. 미국의 소설가 데이비드 포스터 월리스는 자신의 선집에 실린 단편 하나에 〈철학 그리고 자연의 거울〉이라는 제목을 붙였으며, 비평가들은 월리스의 아이러니에 대한 몇 개의 저술이 로티의 영향이라고 평가한다.

## 주요 저서
- 《펄라서피 앤드 더 미러 오브 네이처》(Philosophy and the Mirror of Nature), 프린스턴 대학교 출판부, 1979년.
  - 박지수 역, 《철학 그리고 자연의 거울》, 까치, 1998년
- 《칸서퀀시스 오브 프래그머티즘》(Consequences of Pragmatism), 미네소타 대학교 출판부, 1982년
  - 김동식 역, 《실용주의의 결과》, 민음사, 1996년
- 《컨틴전시, 아이러니, 앤드 살리대러티》(Contingency, Irony, and Solidarity), 캠브리지 대학교 출판부, 1989년.
  - 김동식 역, 《우연성 아이러니 연대성》, 민음사, 1996년.
- 《어치빙 아우어 컨트리》(Achieving Our Country: Leftist Thought in Twentieth Century America), 하버드 대학교 출판부, 1998년.
  - 임옥희 역, 《미국 만들기 - 20세기 미국에서의 좌파 사상》, 동문선, 2003년

## 관련 문헌
- 이유선, 《리처드 로티》 (누구나 철학 총서 1), 이룸, 2003년
- 이유선, 《아이러니스트의 사적인 진리》, 라티오, 2008년
- 이유선, 《듀이&로티》 (지식인마을 시리즈 9), 김영사, 2006년
- 이유선 외, 《로티의 철학과 아이러니》 (대우학술총서 610), 아카넷, 2014년
- 로티 『철학과 자연의 거울』 / 김희정 보관됨 2020-09-26 - 웨이백 머신 pdf

## 같이 보기
- 쇼펜하우어
- 존 듀이
- 윌리엄 제임스
- 비트겐슈타인
- 에머슨